# Блэнчард, Рей
Ре́й Ми́лтон Блэ́нчард (англ. Ray Milton Blanchard; род. 9 октября 1945, Хаммонтон, Нью-Джерси, США) — американский и канадский сексолог, наиболее известный благодаря вкладу в изучение педофилии и сексуальной ориентации. Создатель псевдонаучной типологии транссексуальности.

## Биография

### Ранние годы и образование
Рей Блэнчард родился 9 октября 1945 года в Хаммонтоне, Нью-Джерси[≡]. Он получил степень бакалавра искусств в 1967 году в Пенсильванском университете, а в 1973 году в Иллинойсском университете в Урбана-Шампейн — степень доктора философии[≡] по психологии.
В 1976 году Блэнчард устроился на должность клинического психолога в Коррекционном университете Онтарио (англ. Ontario Correctional Institute) в Брамптоне. Там Блэнчард встретил Курта Фройнда, ставшего его научным руководителем.

### Научная карьера
В 1980 году Блэнчард устроился в Центр по проблемам наркомании и психического здоровья. Также он работал в подкомитете Американской психиатрической ассоциации, занимающимся изучением расстройств гендерной идентичности.
Учёный является создателем в настоящее время отвергаемой типологии транссексуальности. Также ему принадлежит создание термина «телейофилия».
В 1990-х годах Блэнчард и Энтони Богарт выявили связь между братским порядком рождения и мужской сексуальной ориентацией. Учёные установили, что вероятность, что мальчик будет иметь гомосексуальную ориентацию, увеличивается пропорционально количеству родившихся до него старших братьев. Также они установили, что данное свойство характерно только для мужчин-правшей.